# Riccardo Patrese
Riccardo Patrese (Padova, 17. travnja 1954.), talijanski vozač Formule 1.

### Pobjede na Velikim nagradama F1
Pobijedio je u 6 utrka.
| #  | Sezona | Velika nagrada              |
| -- | ------ | --------------------------- |
| 1. | 1982.  | Velika nagrada Monaka       |
| 2. | 1983.  | Velika nagrada Južne Afrike |
| 3. | 1990.  | Velika nagrada San Marina   |
| 4. | 1991.  | Velika nagrada Meksika      |
| 5. | 1991.  | Velika nagrada Portugala    |
| 6. | 1992.  | Velika nagrada Japana       |